# 末木達男
末木 達男（すえき たつお、1931年2月4日 - 2015年8月17日）は、日本の政治家、東京都田無市長（4期）、田無市議会議員（5期）。

## 来歴
山梨県北巨摩郡須玉町（現在の北杜市）出身。山梨県立峡北高等学校（現・山梨県立北杜高等学校）卒業。卒業後は日本国有鉄道に入り、八王子機関区に勤務する。のちに田無町に移り、1963年に田無町議会議員に初当選。以後、市制施行（1967年）を挟んで連続5期務め、議長を務めた。その後、田無市助役を経て、1985年、田無市長に当選した。

### 1993年田無市長選挙
1993年4月25日に行われた市長選挙に立候補して、新人を破って3選を果たした。
※当日有権者数：-人 最終投票率：34.34%（前回比：-pts）
| 候補者名 | 年齢 | 所属党派 | 新旧別 | 得票数   | 得票率 | 推薦・支持 |
| -------- | ---- | -------- | ------ | -------- | ------ | ---------- |
| 末木達男 | 62   | -        | 現     | 14,106票 | 74.9%  | -          |
| 酒井一磨 | 54   | -        | 新     | 4,720票  | 25.1%  | -          |

### 1997年田無市長選挙
1997年4月20日に行われた市長選挙に立候補して、新人2人を破って4選を果たした。
※当日有権者数：-人 最終投票率：36.52%（前回比：-pts）
| 候補者名 | 年齢 | 所属党派 | 新旧別 | 得票数   | 得票率 | 推薦・支持 |
| -------- | ---- | -------- | ------ | -------- | ------ | ---------- |
| 末木達男 | 66   | -        | 現     | 12,237票 | 58.6%  | -          |
| 金成文夫 | 47   | -        | 新     | 5,461票  | 26.1%  | -          |
| 朱通守男 | 50   | -        | 新     | 3,184票  | 15.2%  | -          |

### 2001年西東京市選挙
2001年、田無市は保谷市と合併し、西東京市となった。合併後の市長選挙に自由民主党、民主党、社会民主党の推薦を受けて立候補したが、旧保谷市長の保谷高範に敗れた。なお、田無市長時代より、田無駅北口再開発の基幹施設であるアスタビルを管理運営する田無都市開発株式会社（現･株式会社アスタ西東京）の代表取締役社長を務めていたが、落選後も続投した（その後、代表取締役会長となる）。2001年時点で同社の株式の80％を市が保有していたため、市議会では市長の保谷高範が社長に就任すべきか否かが議論された。
※当日有権者数：142,529人 最終投票率：49.64%（前回比：-pts）
| 候補者名 | 年齢 | 所属党派 | 新旧別 | 得票数   | 得票率 | 推薦・支持           |
| -------- | ---- | -------- | ------ | -------- | ------ | -------------------- |
| 保谷高範 | 63   | 無所属   | 新     | 26,052票 | 37.13% | -                    |
| 末木達男 | 70   | 無所属   | 新     | 23,206票 | 33.07% | 自民・民主・社民推薦 |
| 酒匂一雄 | 70   | 無所属   | 新     | 12,620票 | 17.99% | 共産推薦             |
| 清水君枝 | 48   | 無所属   | 新     | 8,284票  | 11.81% | -                    |

2015年6月、体調不良のためアスタ西東京代表取締役会長を退任。同年8月、84歳で死去した。

## 栄典
- 1991年 - 藍綬褒章
- 2001年 - 勲三等瑞宝章

## 著書
- 『上農人生まっしぐら』2001年
- 『分権時代の街づくり』文芸社、2004年